# Ugo Frigerio
Ugo Frigerio, född 16 september 1901 i Milano, död 7 juli 1968 i Garda i provinsen Verona, var en italiensk friidrottare.
Frigerio blev olympisk mästare på 10 kilometer gång vid sommarspelen 1920 i Antwerpen och 1924 i Paris.